# バルニーのちょっとした心配事
『バルニーのちょっとした心配事』（原題:仏: Barnie et ses petites contrariétés）は2000年のフランス映画。

## あらすじ
バルニーはフランスの港町カレーに、妻と娘の三人で暮らす普通のビジネスマン。しかし彼は秘密を抱えていた。まずロンドンで出会った若く美しいフランス人女性マルゴ、そしてもう一人、ハンサムなイギリス人男性のマークという二人の愛人がいた。そんなバルニーの45回目の誕生日プレゼントに、妻と二人の愛人が用意したのは同じ日、同じ時刻のヴェネツィア行きオリエント急行の切符だった。

## 登場人物
- バルニー - ファブリス・ルキーニ：45歳の誕生日を迎える主人公。
- ルシー - ナタリー・バイ：バルニーの妻。
- マルゴ - マリー・ジラン：バルニーの愛人。若く美しいフランス人。
- マーク - ヒューゴ・スピーア（英語版）：バルニーのゲイの愛人。